# 布朗 (加利福尼亞州)
布朗（英語：Brown）是位於美國加利福尼亞州克恩縣的一個非建制地區。該地的面積和人口皆未知。

## 地理
布朗的座標為35°46′25″N 117°51′00″W / 35.77361°N 117.85000°W，而該地的平均海拔高度為729米（即2382英尺）。